# Kashinagar
Kashinagar es una ciudad y  comité de área notificada situada en el distrito de Gajapati en el estado de Odisha (India). Su población es de 9684 habitantes (2011). Se encuentra a  285 km de Bhubaneswar.

## Demografía
Según el censo de 2011 la población de Kashinagar era de 9684 habitantes, de los cuales 4591 eran hombres y 5093 eran mujeres. Kashinagar tiene una tasa media de alfabetización del 56,70%, inferior a la media estatal del 72,87%: la alfabetización masculina es del 67,03%, y la alfabetización femenina del 47,60%.